# J. Labouret
J. Labouret ( * 1820 - 1890 ) fue un botánico y horticultor francés, destacado especialista en cactáceas. De las exploraciones en México y regiones próximas en el siglo XIX resultaron en grandes adiciones al número de colecciones europeas, así en 1850 Labouret describió 670 especies de la familia de los cactus.

## Algunas publicaciones

### Libros
- Monographie de la Famille des Caoties. 682 pp.

- La abreviatura «Labour.» se emplea para indicar a J. Labouret como autoridad en la descripción y clasificación científica de los vegetales.[2]